# بولي بيركنز
بولي بيركنز (بالإنجليزية: Polly Perkins)‏ هي مغنية وكاتِبة بريطانية، ولدت في 31 مايو 1943 في لندن في المملكة المتحدة.

## وصلات خارجية
- بولي بيركنز على موقع IMDb (الإنجليزية)